# Jörg Sobiech
Jörg Sobiech (* 15. Januar 1969 in Gelsenkirchen) ist ein ehemaliger deutscher Fußballspieler.

## Karriere
Sobiech begann seine Karriere beim FC Schalke 04, für dessen Jugendmannschaften er bis 1987 spielte. Ab 1987 spielte er für die SG Wattenscheid 09, mit der er 1990 in die Bundesliga aufstieg. 1993 wechselte zu den Stuttgarter Kickers, kehrte jedoch bereits nach einem Jahr wieder zur SG Wattenscheid 09 zurück. Zur Saison 1996/97 wechselte er zu NEC Nijmegen, mit dem er in der Eredivisie spielte. Von März bis Juni 1998 spielte er mit Stoke City in der First Division, bevor er in die Niederlande zurückkehrte und für den FC Twente Enschede spielte. 2000 kehrte er nach Deutschland zurück und spielte in der Saison 2000/01 mit dem SV Waldhof Mannheim und dem Chemnitzer FC in der 2. Bundesliga. Von 2001 bis Ende 2002 spielte er dann wieder für die SG Wattenscheid 09. Nach einem halben Jahr beim STV Horst-Emscher beendete Sobiech im Sommer 2003 seine Karriere.